# Nocturnes (Satie)
Pour les articles homonymes, voir Nocturnes.
Nocturnes est un ensemble de cinq pièces pour piano d'Erik Satie, composé en 1919. 

## Présentation

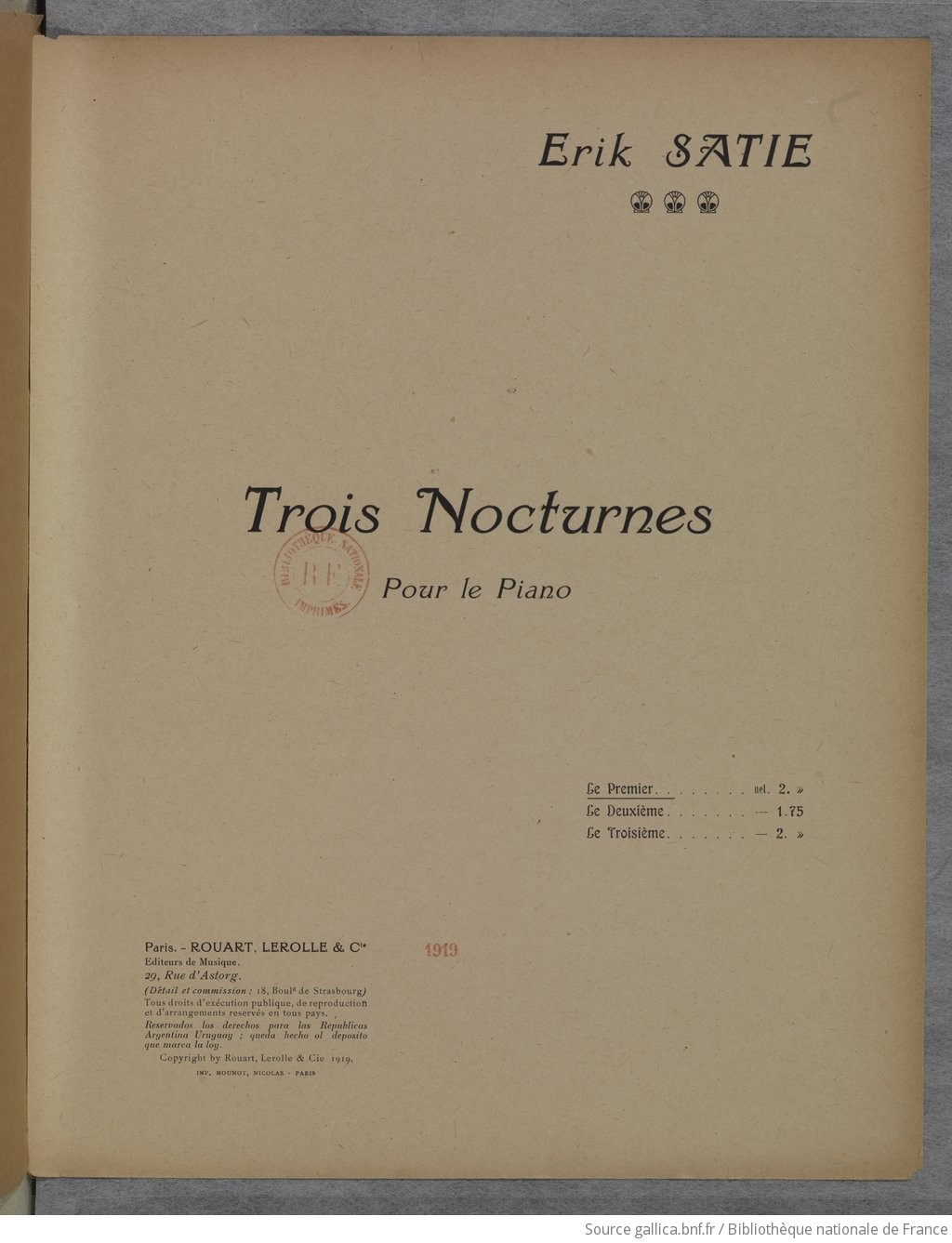
Page de titre des Trois (premiers) Nocturnes, éd. Rouart-Lerolle (1919).

Unis par un tempo lent, une mesure ternaire à 
, une forme ternaire commune A-B-A où B change de tonalité, une mise entre parenthèses de l'humour caractéristique du compositeur, une « écriture linéaire [et une] inspiration secrète et mélancolique », les cinq Nocturnes sont composés entre août et novembre 1919 et sont publiés en deux cahiers, le premier chez Rouart-Lerolle en 1919 regroupant les numéros un à trois, les quatrième et cinquième étant édités chez Demets en 1920.

## Structure
L'ensemble complet, d'une durée d'exécution de dix minutes environ, comprend cinq numéros, « pénétrés d'un égal caractère de mélancolie contemplative »:
1. Premier Nocturne — Doux et calme, dédié à Mme Marcelle Meyer
2. Deuxième Nocturne — Simplement, dédié à André Salomon
3. Troisième Nocturne — Un peu mouvementé, dédié à Mme Jean Hugo (Valentine Hugo)
4. Quatrième Nocturne —  = 92, dédié à Mme la Comtesse Étienne de Beaumont
5. Cinquième Nocturne  —  = 60, dédié à Mme Georges Cocteau[note 1]

## Analyse
« Je suis à un tournant de mon état d'âme et je ne m'amuse pas », écrit Satie à Valentine Hugo à l'époque de composition des Nocturnes.

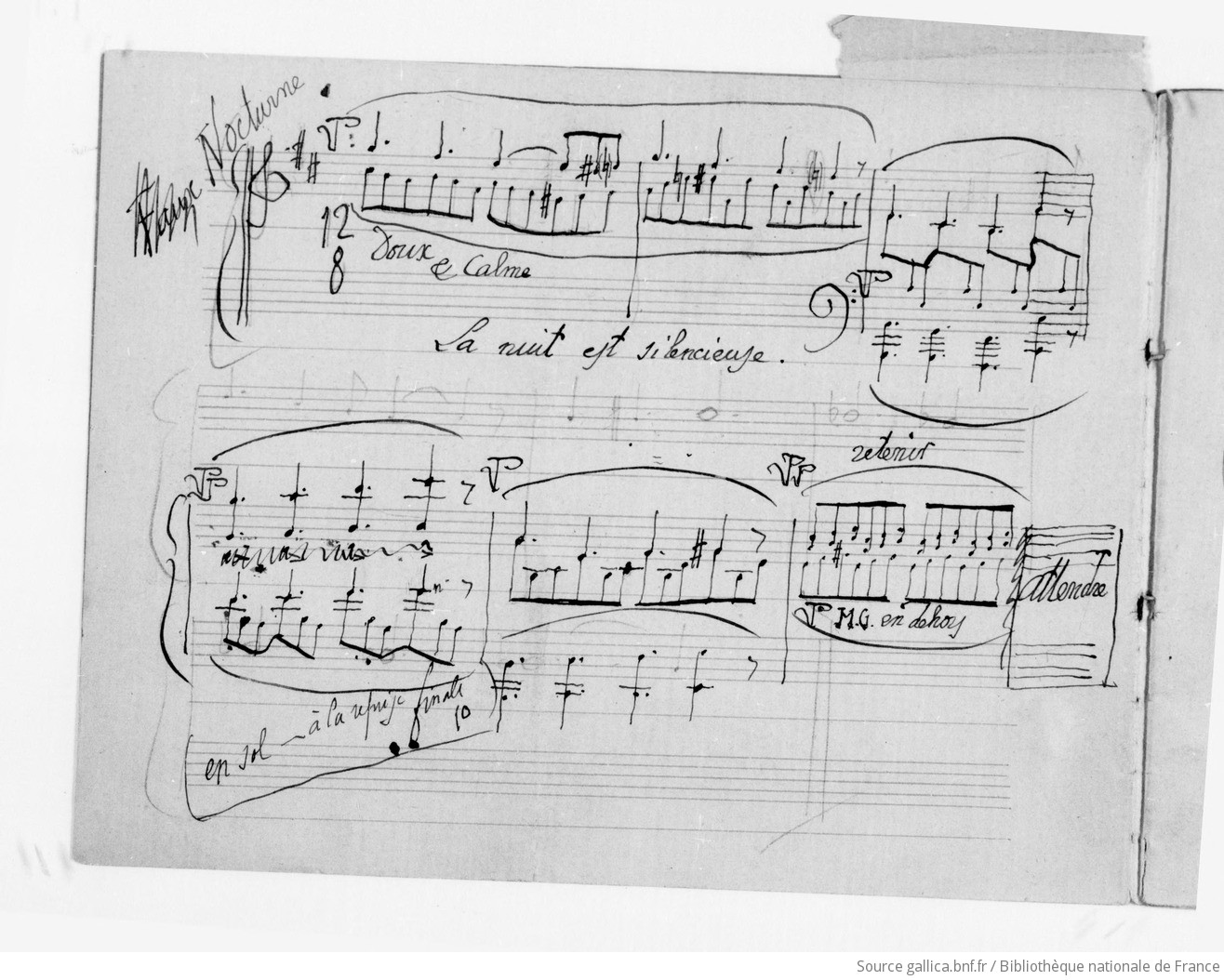
Première page du manuscrit autographe du Premier Nocturne.

Malgré une teinte générale commune, chaque nocturne possède son climat propre. Guy Sacre note l'abondance d'intervalles conjoints dans le premier, en ré majeur, et son caractère paisible à l'exception d'un choral vigoureux dans sa partie centrale. Pour le deuxième, dans la même tonalité, « plus court et moins lisse », il souligne sa « basse ourlée » et sa « mélodie sinueuse ». Toujours en ré majeur, le troisième Nocturne est construit autour de la quarte et est « le seul à quitter un instant son 
 : le trio (en sol majeur, calme) est à 
, à trois et quatre parties très chantantes ».
Le quatrième Nocturne est qualifié par Sacre de « plus émouvant de la série », en si dorien, et explore les quintes. Quant au cinquième, en ré mineur/fa majeur, il est le plus chromatique de tous. Alfred Cortot retient en préférences ce dernier morceau, « pour la distinction d'une réalisation sonore dont tous les détails [...] sont traités avec la plus séduisante ingéniosité », ainsi que le premier, « pour le caractère insinuant et rêveur de son thème principal, la franchise quasi rustique de son intermède ».

## Sixième nocturne
Satie a laissé un brouillon de composition d'un sixième nocturne, complété et réalisé par le musicologue Robert Orledge, publié chez Max Eschig en 1994.

## Discographie
- Erik Satie — Socrate, Six Nocturnes, Premier menuet par Jean Belliard (ténor) et Billy Eidi (piano), CD Timpani 1C1141, 1993.
- Erik Satie Piano Music, Håkon Austbø (piano), Brilliant Classics 99384, 1999.
- Tout Satie ! Erik Satie Complete Edition[7], CD 3, Aldo Ciccolini (piano), Erato 0825646047963, 2015.